# Stylophone
 (janvier 2020).
Si vous disposez d'ouvrages ou d'articles de référence ou si vous connaissez des sites web de qualité traitant du thème abordé ici, merci de compléter l'article en donnant les références utiles à sa vérifiabilité et en les liant à la section « Notes et références ».

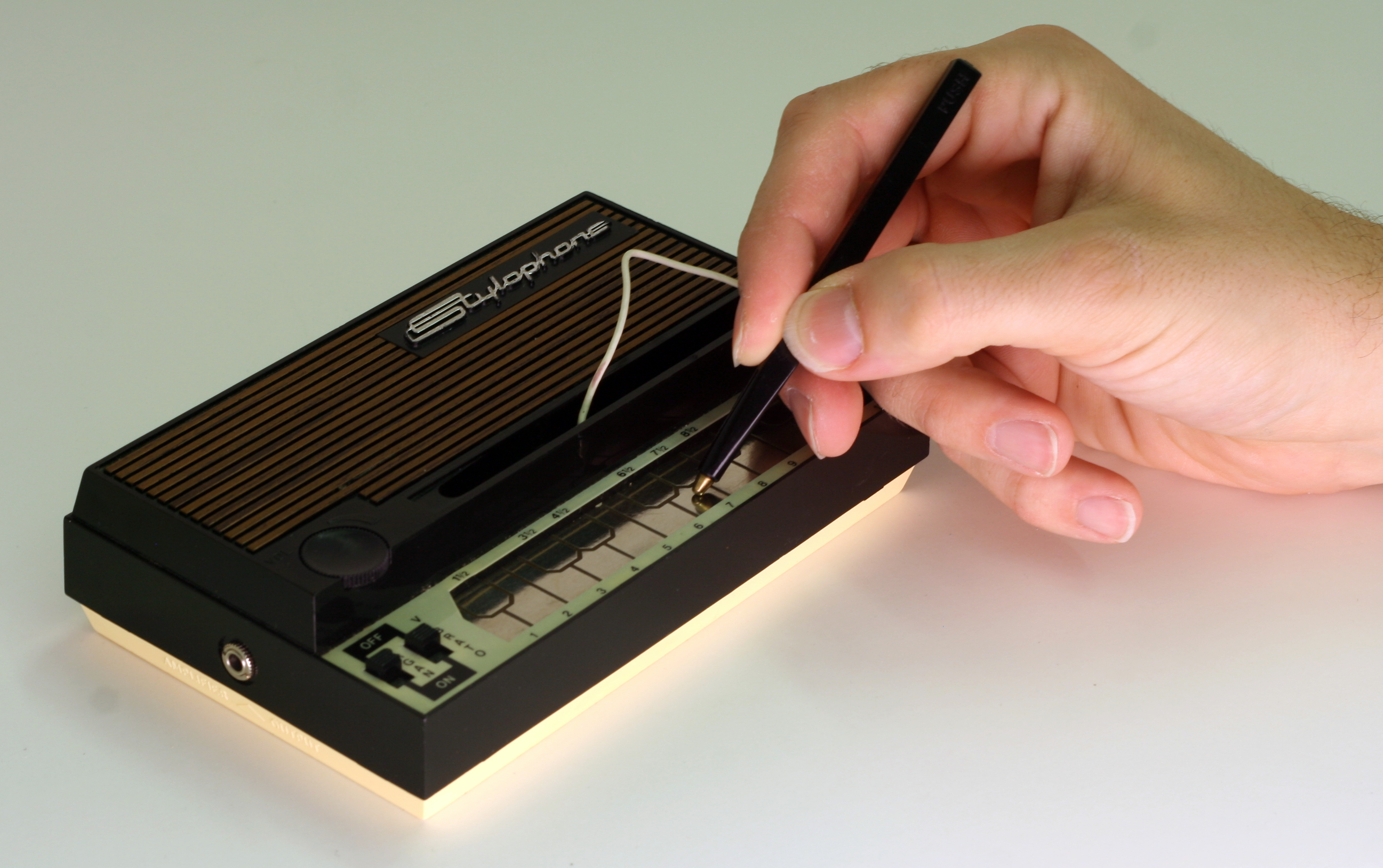
Façon de jouer sur un Stylophone des années 1960.

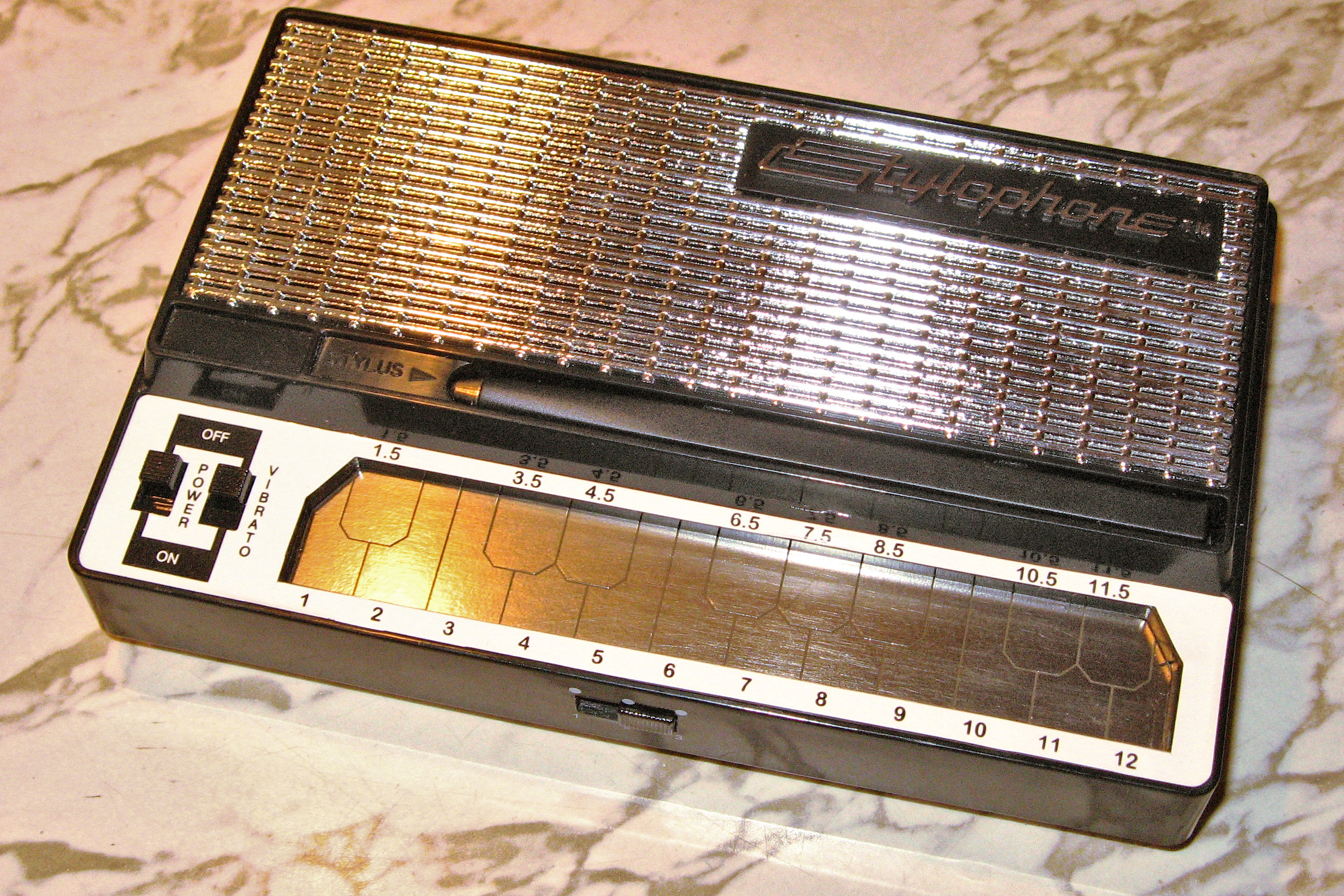
Re-création de l'instrument en 2007.

Le Dubreq Stylophone est un instrument de musique électronique miniature, créé en 1967 par Brian Jarvis.
Il se compose d'un clavier métallique de 20 notes sur lequel on joue à l'aide d'un stylo relié à un fil électrique, ce qui ferme le circuit et produit la note. Le son produit est pauvre selon certains musiciens et l'appareil pourrait plus se rapprocher du gadget que de l'instrument de musique. Néanmoins, les artistes utilisant le stylophone ajoutent le plus souvent des effets sonores (grâce à des pédales multi-effets) pour enrichir le son et en faire un véritable synthétiseur.
Durant sa vie éphémère, le stylophone fut un énorme succès commercial, avec trois millions d'exemplaires vendus, surtout en tant que jouet. On lui connaît quelques utilisations musicales par The Velvet Underground, David Bowie (dans Space Oddity en 1969, sur l'album The Man Who Sold the World en 1970 et dans Slip Away en 2002), Queen (dans leur titre Seven Seas of Rhye, en 1973, c'est Roy Thomas Baker qui joue de cet instrument), Kraftwerk (dans le titre Pocket Calculator de l'album Computer World, en 1981), Pulp (dans leur album His 'N' Hers, en 1994), Erasure (dans leur single Don't Say Your Love is Killing Me, en 1997) mais aussi Marilyn Manson (dans le titre You, Me and The Devil Makes 3 de l'album Eat Me, Drink Me, en 2007).
On peut noter sa réutilisation grâce à des artistes tels que Little Boots, Spirit of the matter, Dionysos (tournée acoustique 2009) ainsi que Charlie Winston lors de son concert au Point gamma 2009 de l'École polytechnique.